# Amarula
Amarula é um licor da África do Sul preparado com creme de leite e suco do fruto da árvore maruleira (Sclerocarya birrea). Possui um teor alcoólico de 17%.

## História
A Amarula começou a ser comercializada em 1989 pela empresa sul-africana Southern Liqueur Company of South Africa.